# Monterey Bay Blues Festival
Das Monterey Bay Blues Festival  ist ein seit 1986 jährlich stattfindendes Bluesfestival in Monterey, Kalifornien.

## Geschichte
Das Festival wurde 1986 von einer Gruppe lokaler Bürger als non-profit-Organisation gegründet, um die Kunstform Blues zu erhalten und weiterzugeben. Nach bescheidenen Anfängen 1986 wuchs das Festival im Laufe der Zeit immer mehr und ist inzwischen regelmäßig ausverkauft. Das Festival wird von über 300 Freiwilligen betreut. Geleitet und programmiert wird das Festival von einem Board of Directors unter der Leitung von Julie Paisant.
Es findet am vierten Juniwochenende auf den Monterey Fairgrounds satt. 2010 feierte das Festival sein 25-jähriges Jubiläum. Zu den Künstlern, die auftreten, zählen Rory Block, Deanna Bogart, Tommy Castro, Teeny Tucker, Chick Willis, Johnny Rawls und andere.
Zu den Aktivitäten rund um das Festival zählt auch Blues at School im zuständigen Schulbezirk; am Festivalwochenende kommen noch andere Events dazu.

## Line up 1986
- Taj Mahal
- Clarence Gatemouth Brown
- Bobby Blue Bland
- Millie Jackson
- Frankie Lee

## Monterey Bay Blues Festival Award
Seit 1993 wird dieser Preis vergeben.
- 2009 Kenny Neal
- 2008 B. B. King
- 2007 Buddy Guy
- 2006 John "Broadway" Tucker
- 2005 Chris Cain
- 2004 Koko Taylor
- 2003 Charlie Musselwhite
- 2002 Sista Monica
- 2001 Sonny Rhodes
- 2000 Little Milton
- 1999 Barbara Morrison
- 1998 Ruth Brown
- 1997 Frankie Lee
- 1996 Bobby "Blue" Bland
- 1995 Charles Brown
- 1994 Clarence Carter
- 1993 Etta James